# Gata Negra (personaje)
La Gata Negra (Felicia Hardy, en inglés Black Cat) es un personaje que aparece en los cómics estadounidenses publicados por Marvel Comics. A lo largo de su historia, la Gata Negra ha sido una enemiga y aliada de Spider-Man. Creado por el escritor Marv Wolfman y el artista Dave Cockrum, apareció por primera vez en The Amazing Spider-Man # 194 (julio de 1979).
Felicia Hardy es la hija de Walter Hardy, un gato ladrón de fama mundial. Se entrenó en varios estilos de lucha y acrobacias y después de seguir los pasos de su padre, adoptó la identidad de la Gata Negra. Como Gata Negra, tiene la capacidad subconsciente de afectar los campos de probabilidad, lo que produce «mala suerte» para sus enemigos. Originalmente fue una adversaria de Spider-Man, pero ambos se enamoraron, lo que la motivó a convertirse en su aliada. Sin embargo, su relación se complicó después de que se hizo evidente que Gata Negra solo se sentía atraída por Spider-Man y tenía poco interés en la vida civil de Peter Parker. Después de su separación, Gata Negra mantuvo su papel como uno de los aliados más confiables de Spider-Man.
Al ser parte de su elenco de apoyo y uno de sus principales intereses amorosos, la Gata Negra ha aparecido en muchas adaptaciones de medios relacionadas con Spider-Man, incluidas series animadas y videojuegos. Felicity Jones interpretó a Felicia Hardy en la película de 2014, The Amazing Spider-Man 2, sin usar su traje. IGN la clasificó como la vigésimo cuarta mayor enemiga de Spider-Man.

## Historial de publicación
En 1979, el escritor Marv Wolfman estaba buscando un personaje femenino que rival para Spider-Woman. Decidió basar a este personaje en un cortometraje animado dirigido por Tex Avery llamado «Bad Luck Blackie», en el que un gato negro trae mala suerte a cualquiera que esté en su cercanía. El traje y apariencia general de la Gata Negra fue diseñado por Dave Cockrum.
Cuando Wolfman fue asignado a escribir el título The Amazing Spider-Man, se llevó al personaje con él. Él y Cockrum hicieron cambios considerables al personaje y su apariencia en este periodo, la versión de la Gata Negra que estaba pensada para debutar en Spider-Woman sólo tenía su nombre y poderes en común con la que apareció finalmente en The Amazing Spider-Man.
  

La primera aparición de la Gata Negra fue en The Amazing Spider-Man #194 (julio de 1979), escrito por Wolfman y con dibujo de Keith Pollard y Frank Giacoia; en la parte inferior de la página de cartas de ese número se mostró una portada rechazada y la portada prevista para Spider-Woman #9 (diciembre de 1978), número en el que aparecería por primera vez el personaje pero que nunca fue publicado. Wolfman dijo en una entrevista:
No planee a Gata Negra para Spidey. La cree para Spider-Woman (miren a la columna de cartas de la primera historia de Gata Negra y lo verán). [En ese] entonces decidí dejar Spider-Woman y me la llevé conmigo. Así, ni siquiera pensé en Catwoman al realizarla. Se me ocurrió la idea para ella de un dibujo animado de Tex Avery, «Bad Luck Blackie».
Durante las primeras dos décadas desde su creación, la Gata Negra fue principalmente un personaje de apoyo, pero protagonizó la historia de ocho páginas «The Crown Jewel Caper» en Marvel Comics Presents #57 (agosto de 1990), escrita por Dwight Jon Zimmerman y con dibujo de Mike Harris. De acuerdo con Zimmerman, la historia no apareció en el número que para el que se había planeado y cuando preguntó porqué no se había publicado, Terry Kavanaugh, el editor del título, le dijo que el entintador había asesinado a su esposa y en el proceso había manchado de sangre las páginas del cómic en las que estaba trabajando; en consecuencia, esas páginas estaban siendo retenidas por las autoridades para ser usadas como evidencia en el juicio por asesinato. Zimmerman tenía en el hábito de guardar copias fotostáticas de las páginas con dibujo a lápiz de los cómics para los que escribía, así que el cómic fue entintado por Josef Rubenstein y pudo publicarse.
En 2002, el escritor y director de cine Kevin Smith comenzó a escribir la serie limitada Spider-Man/Black Cat: The Evil That Men Do, sin embargo, después de su tercer número, de seis en total, la serie estuvo en pausa hasta 2005. Smith dijo al respecto que «aunque no tengo defensa por mi retraso (especialmente cuando personas como [Brian Michael] Bendis entregan grandes historias en múltiplos títulos cada mes), diré esto: es una historia mucho mejor ahora que si la hubiera completado en 2002».
De octubre a diciembre de 2006 protagonizó junto con Wolverine una serie limitada de tres números llamada Claws, escrita por Jimmy Palmiotti con dibujo de Joseph Michael Lisner, la cual que tuvo una secuela, Claws II, publicada de julio a septiembre de 2011,  también escrita por Palmiotti y dibujada por Linsner, con Justin Gray como segundo escritor. La Gata Negra fue uno de los personajes principales de la serie Heroes for Hire de 2006 a 2007.
Protagonizó Black Cat, una serie regular escita por Jed Mckay que inicio publicación en junio de 2019 y fue cancelada en agosto de 2020, después de 12 números. Una segunda serie regular de la Gata Negra fue anunciada para iniciar en agosto de 2025.

## Biografía ficticia
Felicia Hardy nació en Queens, Nueva York. Su padre, Walter, pretendía ser un vendedor ambulante, pero era un gato ladrón de fama mundial que, antes de su arresto, la alentó a que nunca se conformara con ser el segundo mejor. Si amaba el baloncesto, debería trabajar para convertirse en jugadora de baloncesto y no solo en animadora.
En Spider-Man/Black Cat: The Evil That Men Do, Hardy decidió utilizar sus nuevas habilidades para seguir los pasos de su padre. Después de acumular una fortuna en artículos robados, Felicia adoptó su identidad como la Gata Negra.
Se viste con el disfraz de Gata Negra por primera vez para sacar a su padre de la cárcel, en esa misma noche se encuentra con Spider-Man. Su padre muere y ella simula su propia muerte. A pesar de su antipatía hacia los hombres, Felicia siente afinidad con Spider-Man y llegar a creer que estaba enamorada de él. Felicia busca ganarse su confianza y continúa operando como Gata Negra en un intento equivocado de atraer su afecto. Al ver lo bueno en Felicia, Spider-Man hace todo lo posible para que se elimine su historial criminal.
Felicia es ingresada en una institución mental pero escapa. Une fuerzas con Spider-Man contra la Maggia y se le concede la amnistía condicional, pero convence nuevamente a Spider-Man de que ha muerto.
La Gata Negra descubre que el Kingpin controla un detonador increíblemente poderoso que el Búho planea usar para retener a la ciudad de Nueva York como rehén, mientras que el Doctor Octopus planea usarla para destruir a la ciudad por completo. La Gata Negra roba el detonador lo entrega a Spider-Man. El Doctor Octopus ataca a la Gata Negra en represalia y aunque Spider-Man la ayuda a defenderse resulta gravemente herida. Spider-Man la lleva al hospital y se da cuenta de lo mucho que se preocupa por ella.
Después de que ella se recupera, comienzan una relación y pronto Peter le revela su identidad. Felicia tiene dificultades para aceptar que Peter necesite una vida sin ser un superhéroe. Peter resiente la situación, pero continúa la relación con ella pues era la primera vez que no necesitaba ocultar su vida como Spider-Man.
Inicialmente los «accidentes» que le ocurren a quienes se cruzan en el camino de la Gata Negra son meras acrobacias y trampas bien planificadas, pero después de su experiencia cercana a la muerte, teme que su falta de superpoderes cause la muerte de Spider-Man por su necesidad de protegerla. Kingpin usa el mismo proceso usado para crear al Escorpión y la Mosca Humana en la Gata Negra como retribución por un robo que cometió.  Avergonzada por recibir poderes del Kingpin, los mantiene en secreto de Peter. Su poder de «mala suerte» comienza a afectar a Spider-Man, que era exactamente la intención del Kingpin, y sintiendo  que hay muchos secretos entre ellos, Spider-Man rompe con Felicia. Felicia luego comienza una «cruzada de Robin Hood», robando a los ricos para dárselo a los pobres.
Peter pronto se da cuenta de que algo anda mal con su propia suerte y solicita la ayuda del Doctor Extraño, para quitarle el «maleficio». Al hacerlo, altera la fuente del «maleficio» y cambia los poderes de la Gata Negra en el proceso, aumentando su fuerza, agilidad, equilibrio, visión y otorgándole garras retráctiles. Mientras roba a el Extranjero, Gata Negra es atacada por Dientes de Sabley Spider-Man le salva la vida.
La Gata Negra actualiza su apariencia y su actitud y reaviva su relación con Spider-Man, hace las paces con su necesidad de una vida normal como Peter Parker y lo respalda mientras es acusado de asesinato; juntos, rastrean a quienes buscan inculparlo y luchan contra el Extranjero. Sin embargo, la Gata Negra nunca lo ha perdonado por haber roto con ella y en venganza se convirtió en la amante del Extranjero. El departamento de Felicia es bombardeado y ella comienza a vivir con Peter Parker; durante su engaño contra Peter, Felicia comienza a enamorarse de nuevo de él. Spider-Man luego descubre su asociación con el Extranjero, la Gata Negra borra el cargo de asesinato de Spider-Man, traiciona al Extranjero y se marcha a París para encontrar una nueva vida, lo que empuja a Peter iniciar una nueva relación con Mary Jane Watson.
Tiempo después, la Gata Negra regresa a los Estados Unidos y hurta tiendas con Dagger. Felicia vuelve a su traje original, busca a Peter Parker y se entera que Peter está casado con Mary Jane Watson en un enfrentamiento con Venom. Enojada y celosa, Felicia acosa a la pareja, empieza a salir con Flash Thompson, amenaza a Mary Jane y jura arruinar su matrimonio. Felicia salva a Spider-Man del Escorpión pero pierde temporalmente sus poderes por uno de los dispositivos del Camaleón. Le propone matrimonio a Flash Thompson, pero él se niega, diciendo que solo estaba interesado en ella por ser la exnovia de su ídolo, Spider-Man. La Gata Negra más tarde se reconcilia con Spider-Man y Mary Jane, convirtiéndose en amiga cercana de ellos. Después de que Spider-Man usa un dispositivo para eliminar sus superpoderes, la Gata Negra lo ayuda para restaurarlos, pero en el proceso pierde sus propios superpoderes por completo. Posteriormente compra equipos del Chapucero para compensar sus habilidades perdidas ocasionalmente forma equipo con Spider-Man.
Después de que Spider-Man se desenmascara, Gata Negra se enfurece porque sintió que compartían un vínculo por conocer su identidad; Thomas Fireheart, su actual pareja, le señala que aún puede tener algunas inclinaciones románticas hacia Peter.
La Gata Negra se unió a los nuevos Héroes de Alquiler durante Civil War y Misty Knight cree que sólo lo ha hecho por dinero.

### Marvel Divas

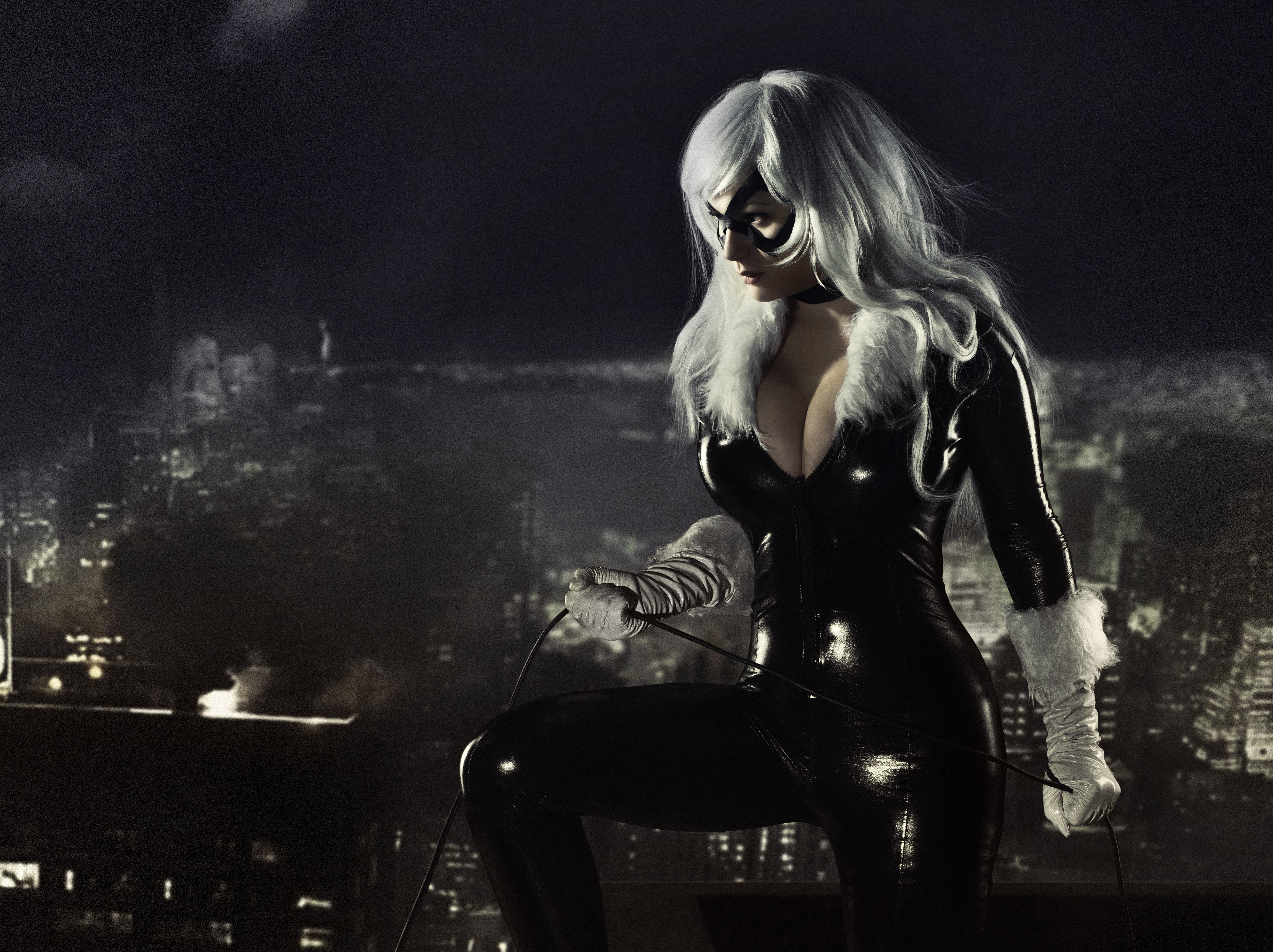
Cosplayer disfrazada de la Gata Negra.

Gata Negra aparece como protagonista, junto con Firestar, Gata Infernal y Photon, en la serie limitada, Marvel Divas, una parodia de Sex and the City, escrita por Roberto Aguirre-Sacasa y Tonci Zonjic. Felicia está en bancarrota y no puede reiniciar su agencia de investigadores, por lo que comienza a considerar regresar a la villanía.
Regresa como personaje recurrente a The Amazing Spider-Man; donde ha perdido los recuerdos de la identidad secreta de Spider-Man después de los eventos del arco argumental «Un día más» pero ha recuperado sus poderes de manipulación de suerte. Spider-Man y Gata Negra reinician su relación y él le pide ayuda para recuperar una muestra de su sangre en posesión de Señor Negativo 
Gata Negra tuvo una miniserie de cuatro números escrita por Jen Van Meter con arte de Javier Pullido y portadas de Amanda Conner. En ella, Felicia se involucra en los acontecimientos de «The Gauntlet» y «Grim Hunt» cuando su madre es secuestrada por la familia Kravinoff. Gata Negra rescata a su madre y ambas escapan del plan de la familia Kravinoff para asesinarlas.
Mary Jane solicita la ayuda de Gata Negra después de que Spider-Man fue capturado por Doc Tramma, quien había restaurado los poderes de mala suerte de Felicia. Ambas vencen a Tramma y acuerdan ser amigas. Tiempo después. Gata Negra aparece en «Big Time», donde ayuda a Spider-Man a recuperar vibranium experimental que el nuevo Hobgoblin robó a Kingpin.

### Spider-Island
Gata Negra aparece en el arco narrativo Spider-Island, luchando contra las criaturas mitad araña junto con los Héroes de Alquiler.
Gata Negra es acusada de robar un proyector holográfico de Horizon Labs y Spider-Man busca la ayuda de Matt Murdock para demostrar su inocencia. La organización criminal Black Specter la incriminó para reclutarla y aunque inicialmente parece unirse a la organización, los traiciona y le advierte a Matt Murdock que está siendo vigilado antes de huir para esconderse.

### Marvel NOW!
Como parte del evento Marvel NOW!, Felicia fue contactada por su amiga, Misty Knight, para ayudar a los Fearless Defenders (lit. «Defensores sin miedo») para luchar contra las Doom Maidens junto con Tormenta, Tigra, Gata Infernal y Valquiria.
Gata Negra tiene un enfrentamiento con Superior Spider-Man (la mente del Doctor Octopus en el cuerpo de Peter Parker), en el que ella intanta coquetear con el pero en respuesta él la ataca y la deja capturada en telaraña para ser arrestada y todo lo que ha robado es confiscado.
Gata Negra escapa de prisión cuando Electro inicia una escapada. Ataca a Spider-Man, que ha recuperado la mente de Peter Parker, mientras este intenta evacuar un edificio en llamas, y después se alía con Electro para vengarse de Spider-Man. Gata Negra se infiltra en Industrias Parker y para robar tecnología, pero se encuentra con Sajani y la secuestra. Gata Negra y Electro se presentan a una reunión entre Señor Negativo y Phil Urich para unirse a plan para derrotar a Spider-Man. El dúo ataca a Peter Parker mientras es entrevistado y Silk aparece para enfrentarlos dando tiempo a Peter para ponerse su traje de Spider-Man, poniendo al mismo tiempo en riesgo su identidad secreta. Después de que Electro y Gata Negra son vencidos, los criminales en el Bar con Sin Nombre le ofrecen a Gata Negra ser su líder.
En The Superior Foes of Spider-Man se revela que era el interés amoroso de Boomerang, quien fue engañado por ella para adquirir un retrato invaluable del Doctor Doom sin máscara. Aparece como villana en Hawkeye vs. Deadpool, en donde contrata a Typhoid Mary para conseguir una memoria USB con información de S.H.I.E.L.D., enfrentando a Deadpool, Hawkeye y Kate Bishop.
Mientras Gata Negra administra el Casino Slide-Away nota que sus poderes de manipulación de suerte se fortalecen mientras su comportamiento es menos compasivo. Más tarde secuestra a tía May, J. Jonah Jameson Sr. y a una mujer que les vendió una estatua que ahora desea recuperar, Spider-Man los libera de una casa en llamas y lucha con Gata Negra pero no logra convencerla de comportarse de manera tan despiadada.

### All-New All-Different Marvel
Como parte de All-New, All-Different Marvel, Silk se unió a la pandilla de Gata Negra, trabajando en secreto para S.H.I.E.L.D. Gata Negra estableció un imperio criminal que es disuelto por Gwenpool y Howard el pato, y formó una alianza con Hammerhead, su sobrino y sus secuaces.
Durante Civil War II, Gata Negra reclutó a Janus Jardeesh como el último miembro de su pandilla, un antiguo empleado de Kingpin quien estaba sometiéndose a Terrigenesis. Durante uno de sus atracos, la banda de Gata Negra se enfrenta con los Vengadores; ella, Fancy Dan y Janus Jardeesh logran escapar y Felicia decide ocultarse por un tiempo.
Escorpión se unió como miembro a tiempo parcial a la pandilla de Gata Negra y se ve involucrado en un tiroteo con la pandilla de Lápida junto con Lee Price.
Durante la historia de Venom Inc., Lee Price roba a un engendro del simbionte de Venom y se hace llamar Maniac, adquiriendo además poderes para manipular a las personas, tomando así el control de Gata Negra y su pandilla. Gata Negra es liberada por Flash Thompson, bajo la identidad de Anti-Venom, y trabajan juntos para liberar a Spider-Man del control de Price. Ella y Spider-Man hacen las paces y, más tarde, Eddie Brock la convence de dejar su vida criminal y regresar a ser una vigilante.

## Poderes y habilidades
Inicialmente, la Gata Negra no tenía superpoderes. Más tarde, un experimento hecho por Kingpin le dio la capacidad psiónica de afectar los campos de probabilidad, permitiéndole producir «mala suerte» para sus enemigos. Cuando se encuentra bajo estrés, su poder de «mala suerte» se activa inconscientemente, hace que cualquier persona cercana que ella perciba como una amenaza es susceptible a accidentes inusuales, como que sus armas se atasquen o exploten, o tropezar con objetos. Esta habilidad tiene el efecto secundario de gradualmente causar problemas para cualquiera que pase largos períodos de tiempo cerca de ella.
El Doctor Strange manipuló sus poderes, lo cual le quitó sus habilidades de mala suerte y su efecto. Sin embargo, esta manipulación la dotó temporalmente dotó de habilidades felinas, otorgándole visión nocturna, garras retráctiles en las puntas de sus dedos y velocidad sobrehumana, así como fuerza, agilidad y resistencia proporcionales a las de un gato. Sus poderes de mala suerte fueron restaurados por Doc Tramma a través implantes cibernéticos.
La Gata Negra tiene reflejos, agilidad y resistencia de un acróbata de nivel olímpico. Es muy fuerte físicamente y tiene una gran resistencia física. Es una excelente luchadora callejera, entrenada en varios estilos de artes marciales, capaz de incapacitar a varias personas armadas al mismo tiempo sin resultar herida. 
Felicia es una fotógrafa talentosa; mientras sale con Spider-Man toma fotos del héroe que él admite que son mejores que su propio trabajo.

### Equipamiento
La Gata negra ha adquirido varios dispositivos del Chapucero que aumentan su agilidad y fuerza. Usa aretes que interactúan con los centros de equilibrio de su cerebro para otorgarle una mayor agilidad así como lentes de contacto que le permiten ver en varios rangos del espectro electromagnético, como el infrarrojo y el ultravioleta. Su traje tiene máquinas miniaturizadas que aumentan su fuerza por encima de los niveles humanos normales. Sus guantes tienen microfilamentos de acero que, mediante magnetismo, forman garras retráctiles en las puntas de los dedos al flexionarlos; estas garras son capaces de rasgar la mayoría de las superficies y le permiten escalar paredes con facilidad. Con este equipo, la Gata Negra ha podido vencer a enemigos con superpoderes.
La Gata Negra tiene un dispositivo de gancho de agarre en miniatura que esconde en el «pelaje» de sus guantes. Este dispositivo fue diseñado por su padre, Walter Hardy, y le permite columpiarse entre edificios de una manera similar a Spider-Man, aunque no tan rápido como él. También puede utilizar el cable de este dispositivo como una cuerda floja, para escalar paredes o como arma.

## Otras versiones

### House of M
En House of M, la Gata Negra es una asesina al servicio de Kingpin que más tarde se convierte en un agente doble para los Vengadores de Luke Cage.

### Howard the Human
Felicia es un gato negro antropomórfico en esta realidad del Battleworld de Secret Wars. Es una jefa del crimen y conocida como «La Dama de los Gatos».

### Marvel Adventures: Spider-Man
Spider-Man lucha contra la Gata Negra en el #14 de esta serie para todas las edades.

### Marvel Mangaverse
En la continuidad del Marvel Mangaverse, la Gata Negra tiene un cuerpo cibernético, proporcionado por Kingpin. Su cuerpo tiene un mecanismo que Kingpin puede usar para matarla si le desobedece.

### Marvel Zombies
Una versión de la Gata Negra que se ha convertido en zombie se ve luchando brevemente contra Puño de Hierro.[cita requerida]

### Marvel Noir
En Marvel Noir, Felicia Hardy es dueña de «The Black Cat», un speakeasy que atiende a los más poderosos y corruptos de la ciudad de Nueva York.

### Spider-Man ama a Mary Jane
En Spider-Man ama a Mary Jane es una adolescente considerada de «mala suerte» debido a su pasado violento y personalidad confrontativa.

### Spider-Man: Fairy Tales
En Spider-Man: Fairy Tales Mary Jane hace el papel de Caperucita Roja y Felicia es el nombre de su gata negra.

### Spider-Gwen
Una versión alternativa de Felicia Hardy aparece en la Tierra-65. Ella y su padre son ladrones franceses y ella es una cantante famosa que tiene una banda llamada Black Cats.

### Supernaturals
Una versión alternativa de Felicia Hardy aparece en Supernatural como parte de un equipo dirigido por Hermano Vudú. Esta versión posee la habilidad de una voz encantada que le permite alterar el resultado de un evento al pronunciar ciertas frases en voz alta.

### Ultimate Marvel
En el universo de Ultimate Marvel, Felicia Hardy es una joven de cabello corto y moreno que usa una peluca de cabello blanco como parte de su traje. Culpa a Kingpin de la muerte de su padre. Aunque se siente atraída por Spider-Man, desconociendo la diferencia de edad entre ambos, se enfrenta ocasionalmente con él por darle prioridad a su búsqueda de venganza contra Kingpin. 

### What If?
En la historia «What if... The Alien Costume had Possessed Spider-Man?», Spider-Man es poseído por un simbionte que se alimenta de adrenalina y termina matándolo, poseyendo enseguida a Hulk. Felicia mata al simbionte con ayuda de Kingpin y un grupo de superhéroes.
En «What If... The Amazing Spider-Man Had Not Married Mary Jane?» Felicia y Peter Parker reinician su relación después de que Mary Jane es herida de gravedad por Alistair Smythe. Su relación se complica porque no pueden vivir juntos para preservar su identidad secreta. Paladín la mata creyendo erróneamente que Gata Negra intentó matar a Mary Jane.

## En otros medios

### Animación
- Aparece en Spider-Man (1994) donde es el primer interés romántico de Peter Parker. En distintos momento de las primeras tres temporadas es pareja de Peter Parker, Flash Thompson, Michael Morbius y Jason Macendale. En la cuarta temporada, se convierte en la Gata Negra mediante una réplica del suero del super-soldado del Capitán América, cuya fórmula fue proporcionada por el padre de Felicia a Kingpin.
- Aparece en la serie The Spectacular Spider-Man. En esta versión su padre, Walter Hardy, es el asesino del tío Ben.
- Aparece en Spider-Man (2017) en el episodio «Un día en la vida», interpretada por Grey DeLisle.

### Cine
- Se planeaba que apareciera en la película cancelada Spider-Man 4, interpretada por Anne Hathaway.[91]
- Es interpretada por Felicity Jones en The Amazing Spider-Man 2: Rise of Electro dirigida por Marc Webb.[92] Aparece en los créditos simplemente como «Felicia».

### Videojuegos
- Aparece en Spider-Man and Venom: Maximum Carnage (1994) como un personaje asistente, es más defensiva o agresiva dependiendo si se juega con Spider-Man o con Venom.
- Aparece en Spider-Man (2000) dando consejos al jugador.
- Aparece en el videojuego basado en la película Spider-Man 2 (2004) como una ladrona de joyas.
- Es un personaje jugable en Spider-Man: Friend or Foe (2007) como personaje jugable.
- Aparece en Spider-Man: Web of Shadows (2008) como un jefe y personaje asistente.
- En Spider-Man: Edge of Time (2011) aparece como Gata Negra 2099.
- Aparece como un personaje no jugable en The Amazing Spider-Man (2012).
- Es un personaje jugable en el juego de Playdom para Facebook, Marvel: Avengers Alliance (2012).
- Es un personaje jugable en Lego Marvel Super Heroes (2013).
- Aparece en The Amazing Spider-Man 2 (2014) como personaje no jugable.
- Aparece en Spider-Man (2018) con la voz de Erica Lindbeck.[93] Gata Negra juega un papel importante en la expansión de «The Heist», parte del contenido descargable de «La ciudad que nunca duerme».[94]
- Es un personaje jugable en Marvel Contest of Champions (2014).[95]